# Perspective Lénine (Petrozavodsk)
La perspective Lénine ou avenue Lénine (en russe: Проспе́кт Ле́нина, en carélien : Leninan prospektu, finnois : Lenininvaltakatu) est la voie principale de la ville de Petrozavodsk en Russie. Elle est nommée d'après Vladimir Lénine depuis 1918.

## Situation et accès
Cette avenue est la principale de la ville. Elle commence quai de l'Onéga et se termine place Gagarine devant la gare. Elle s'étire sur 1,8 km.

## Historique

### Origine des noms
- jusqu'en 1912: « rue Sviatnavolok », d'après le village du même nom auquel menait la route du même nom.
- de 1912 à 1918: « rue Borodino »; nommée ainsi pour le centenaire de la bataille de Borodino.
- depuis le 23 octobre 1918: « perspective Lénine ».
- entre 1941 et 1944: « Karjalankatu » (« rue de Carélie ») (pendant l'occupation des troupes finlandaises)[2]
- depuis le 29 octobre 1944: a retrouvé son nom.

## Bâtiments remarquables et lieux de mémoire
- Palais des mariages et des réceptions (1947-1953, architecte: R.B. Kornev), de 1954 à 1995, c'était le palais des Pionniers.
- Administration de l'okroug de Petrozavodsk et du conseil municipal de Petrozavodsk). L'édifice a été inauguré en 1980 pour abriter le siège du Parti communiste de la ville et le comité exécutif. Architectes: Vladimir Antokhine, Edouard Andreïev et E. Jouravliov.
- Ministère de la santé et du développement social de la République de Carélie; bâtiment élevé en 1978 selon les plans d'E. Fersanov.
- Église catholique de Petrozavodsk (1906)
- Centre commercial «Maxi» (2013)
- Hôtel du Nord (Severnaïa), construit en 1939 par Iou. Roussanov et réaménagé en 1947-1948 par Koussiel Goutine.
- Cinéma Victoire (Pobiéda), construit en 1950 par S. Iachkine.
- Ministère de l'enseignement de la République de Carélie, construit en 1978 par E. Fersanov.
- Bâtiment principal de l'université d'État de Petrozavodsk (1954-1956, arch. L. Mounassypova et alii).
- Siège du gouvernement de la République de Carélie, construit en 1937 et refait en 1940.
- Gare ferroviaire (1947, arch. D.S. Maslennikov).

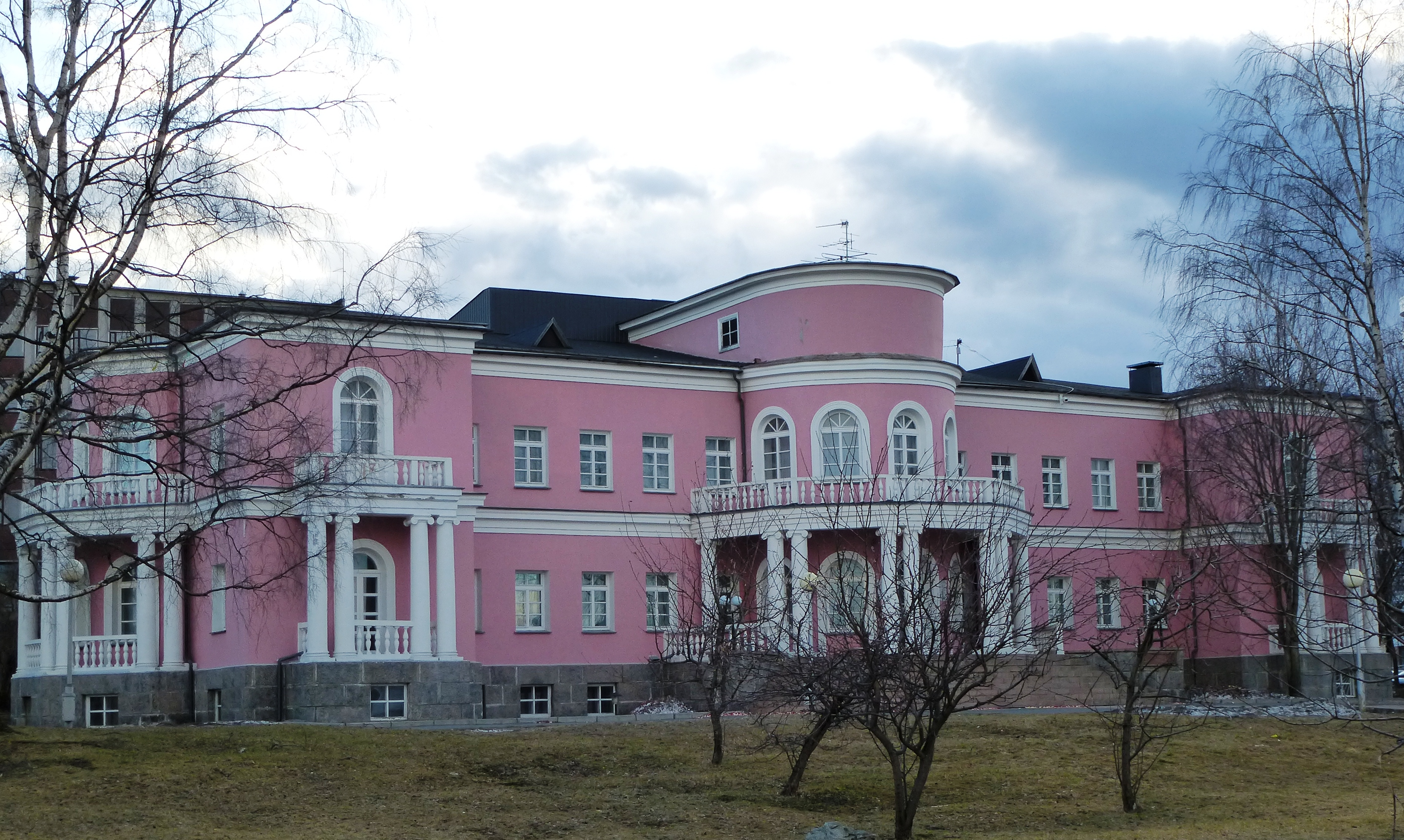
Palais des Mariages
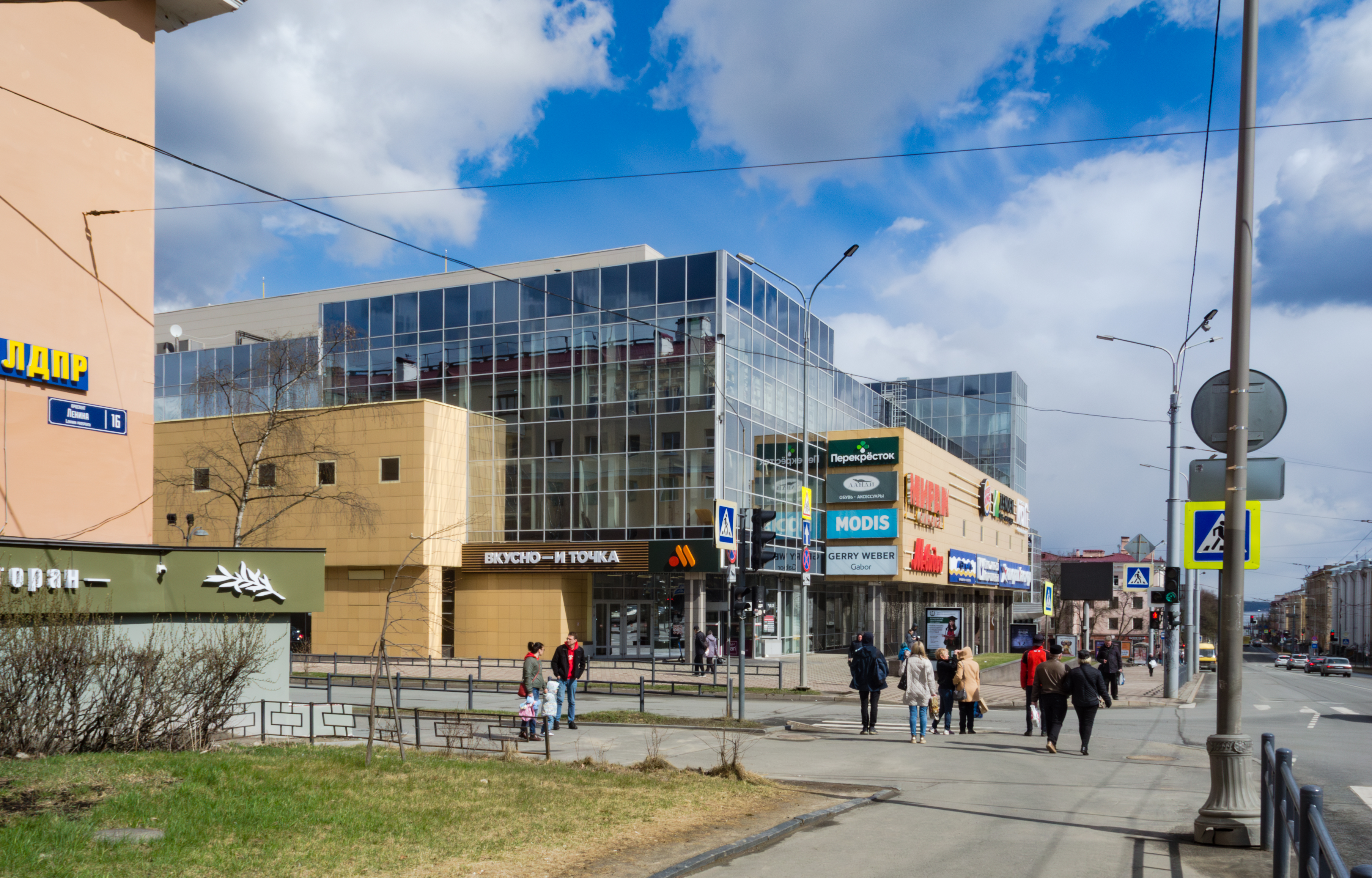
Centre commercial Maxi au n° 14
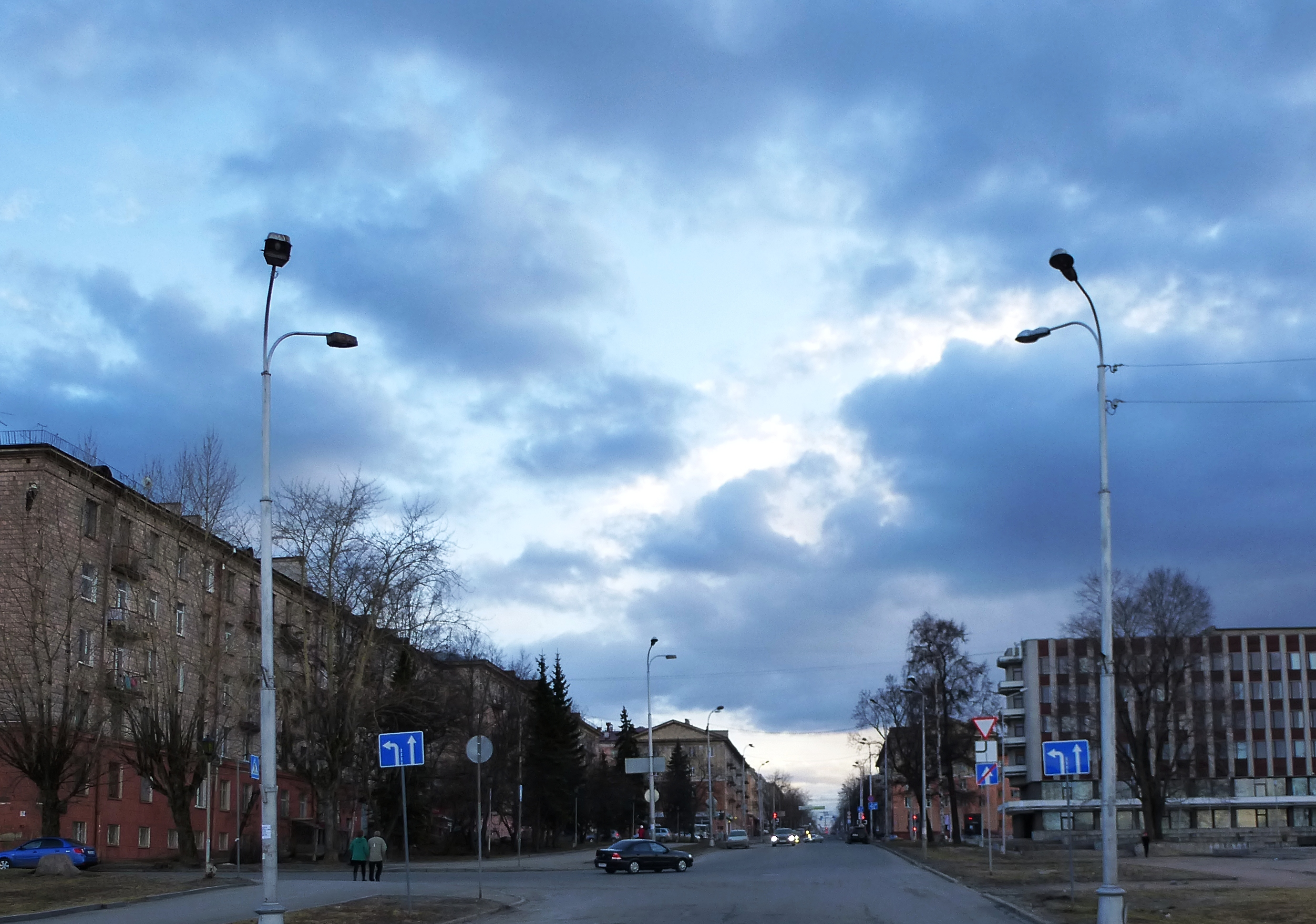
Vue à partir du quai de l'Onéga
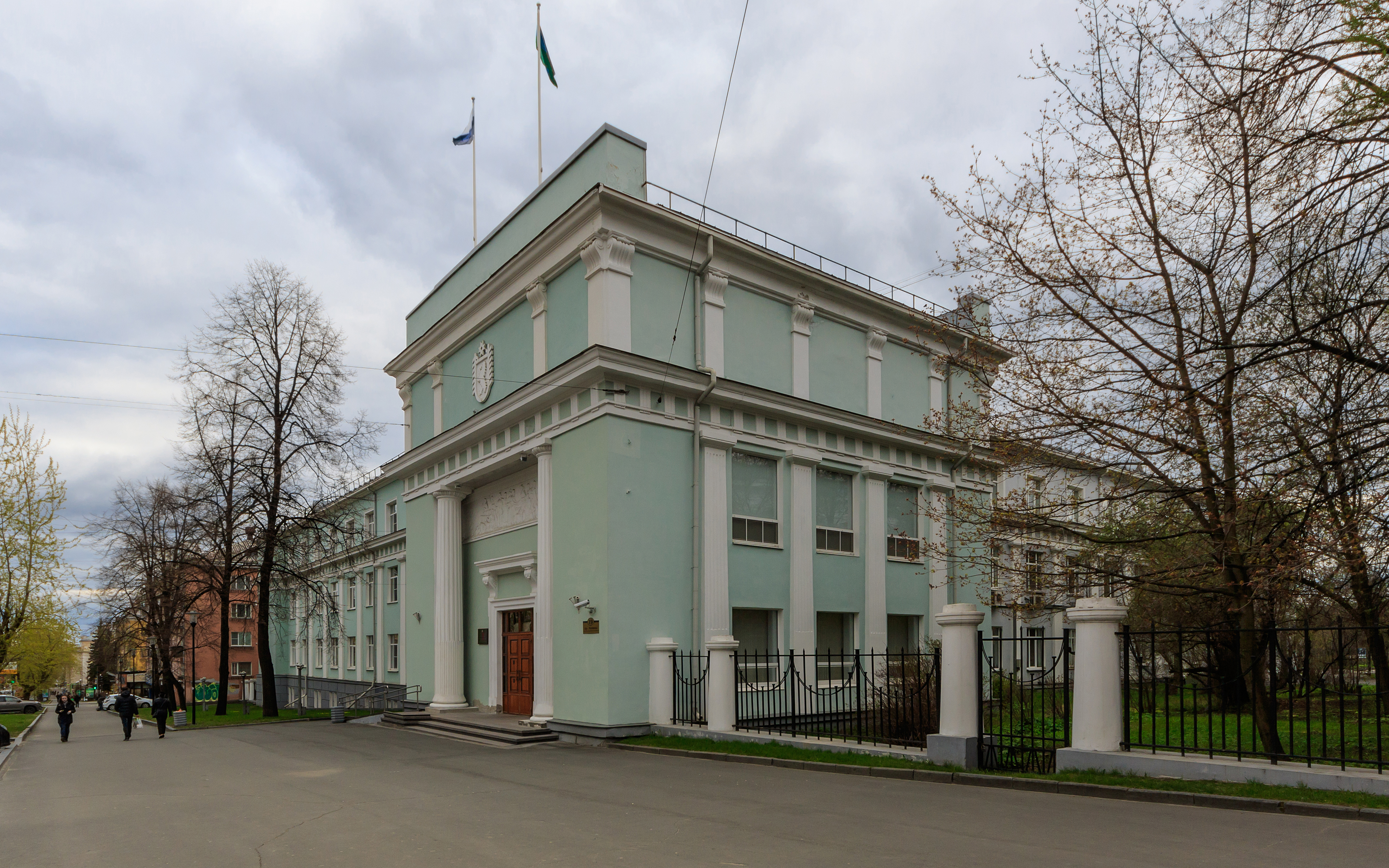
Siège du gouvernement de la République de Carélie
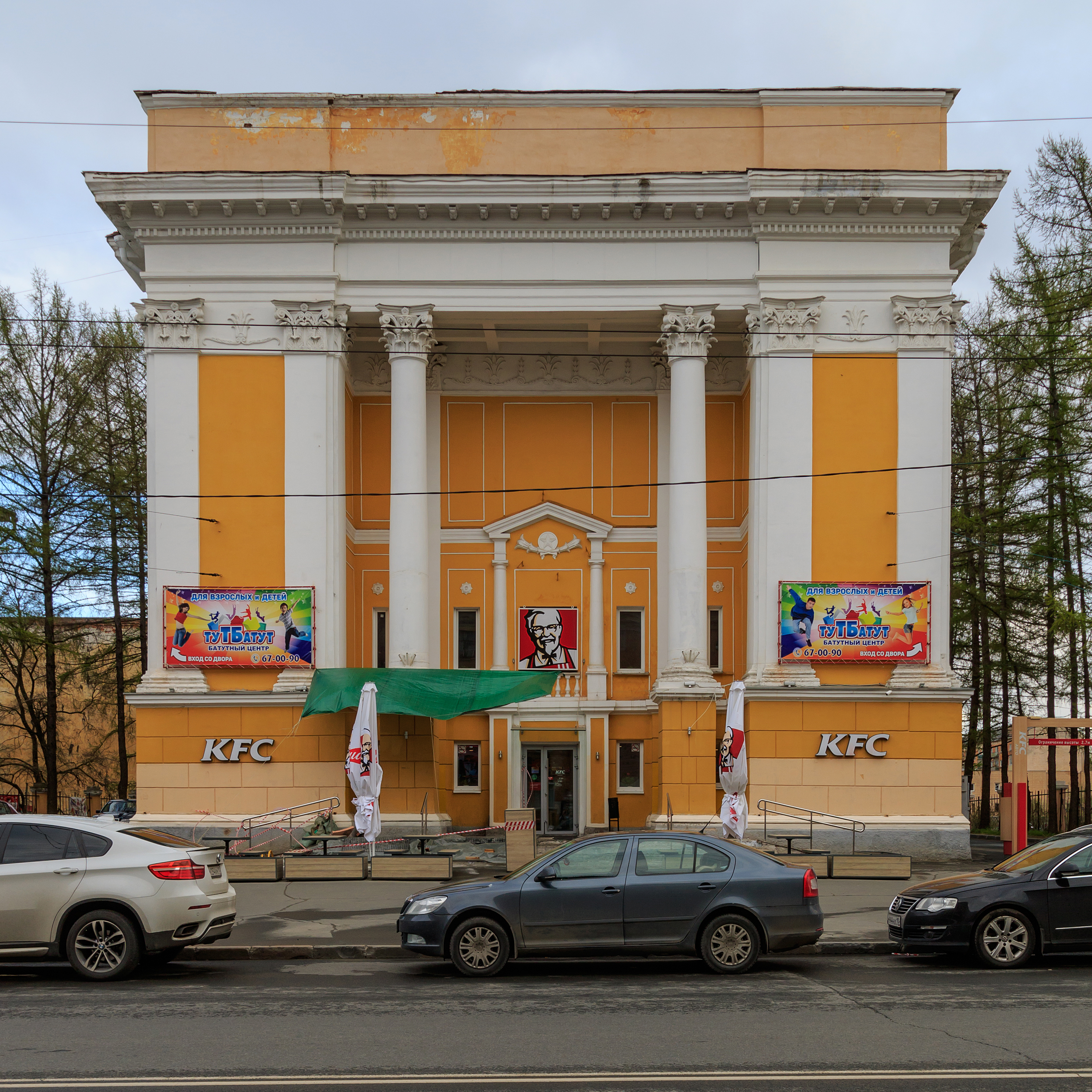
Cinéma Victoire
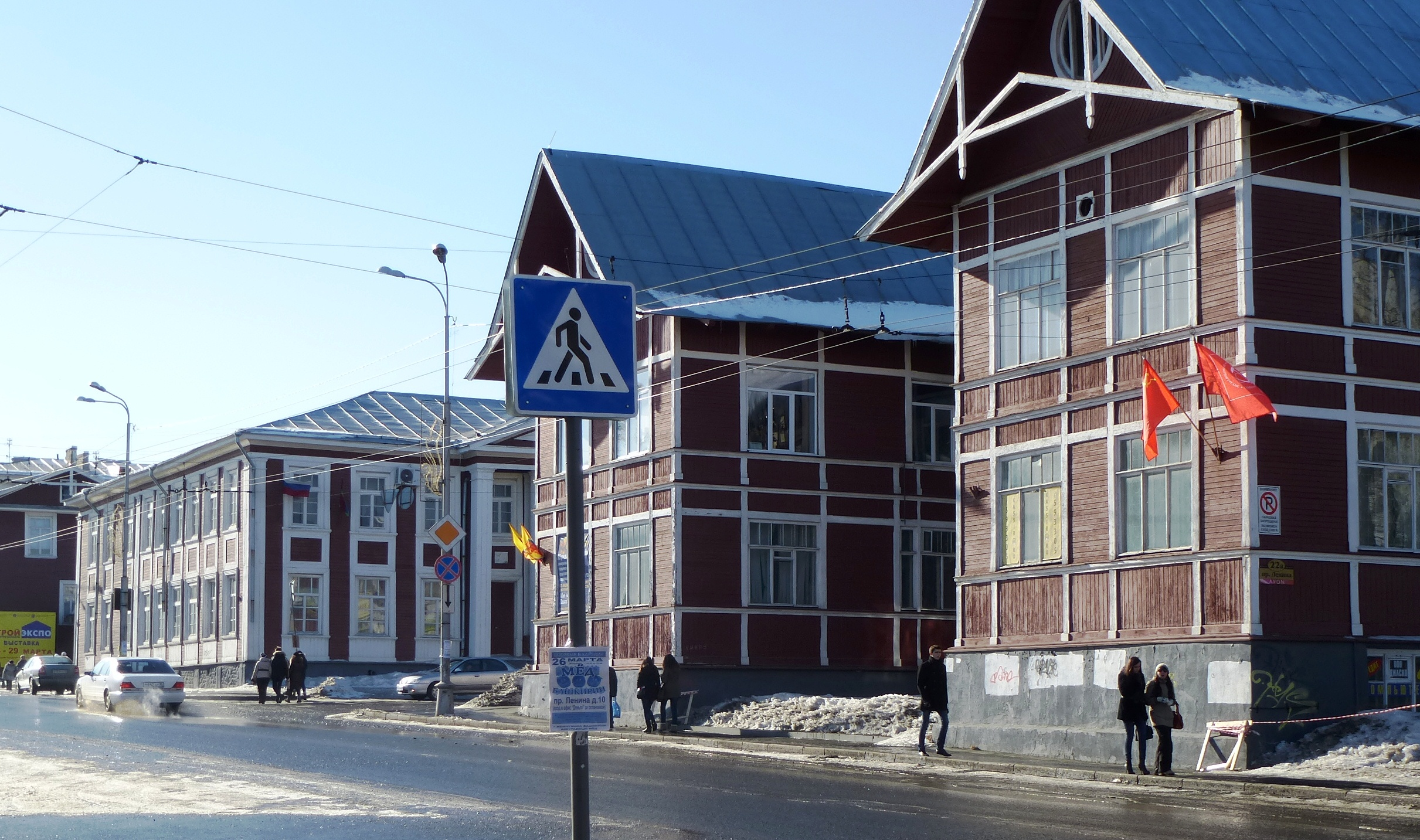
Immeubles de bois
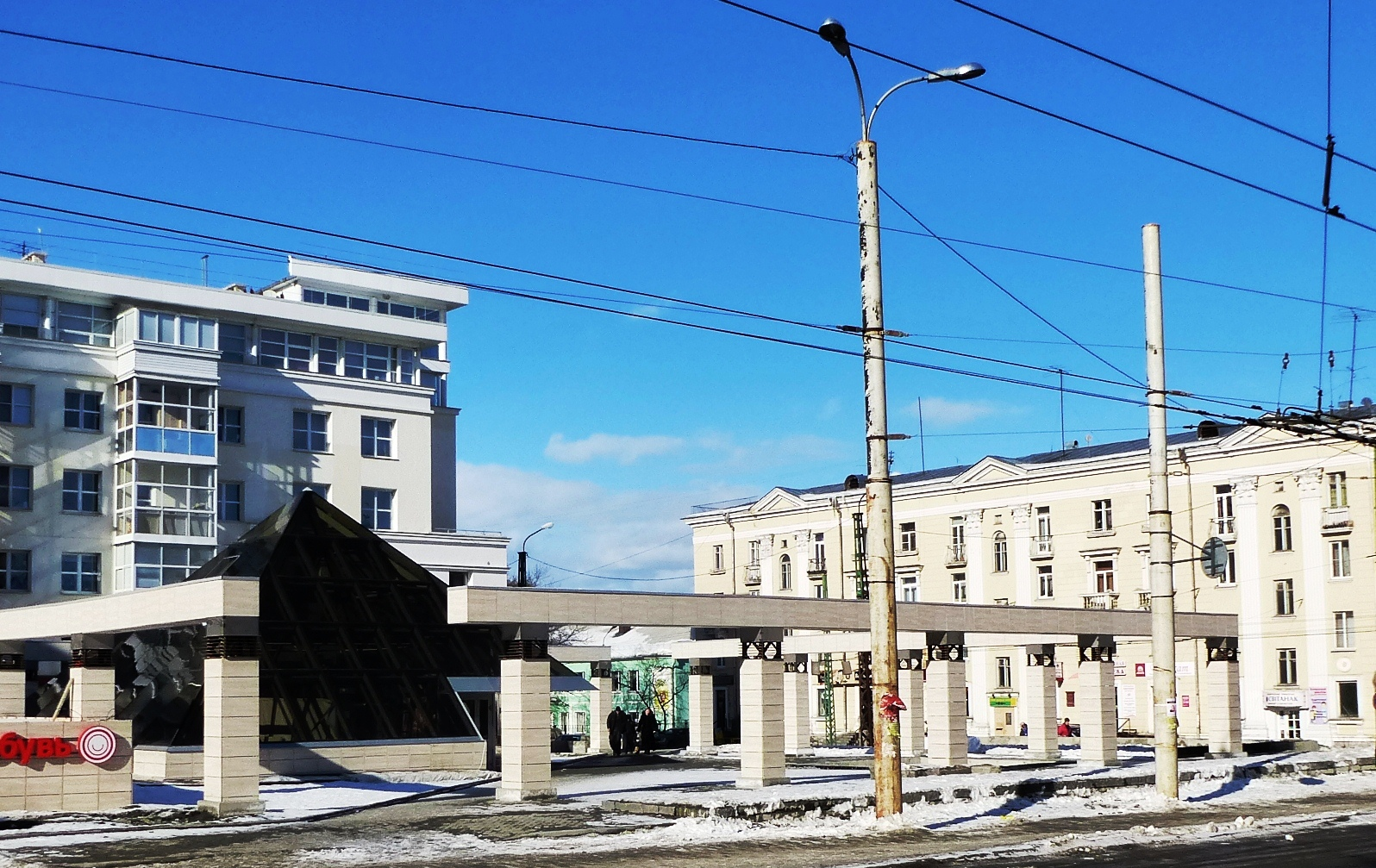
Perspective Lénine
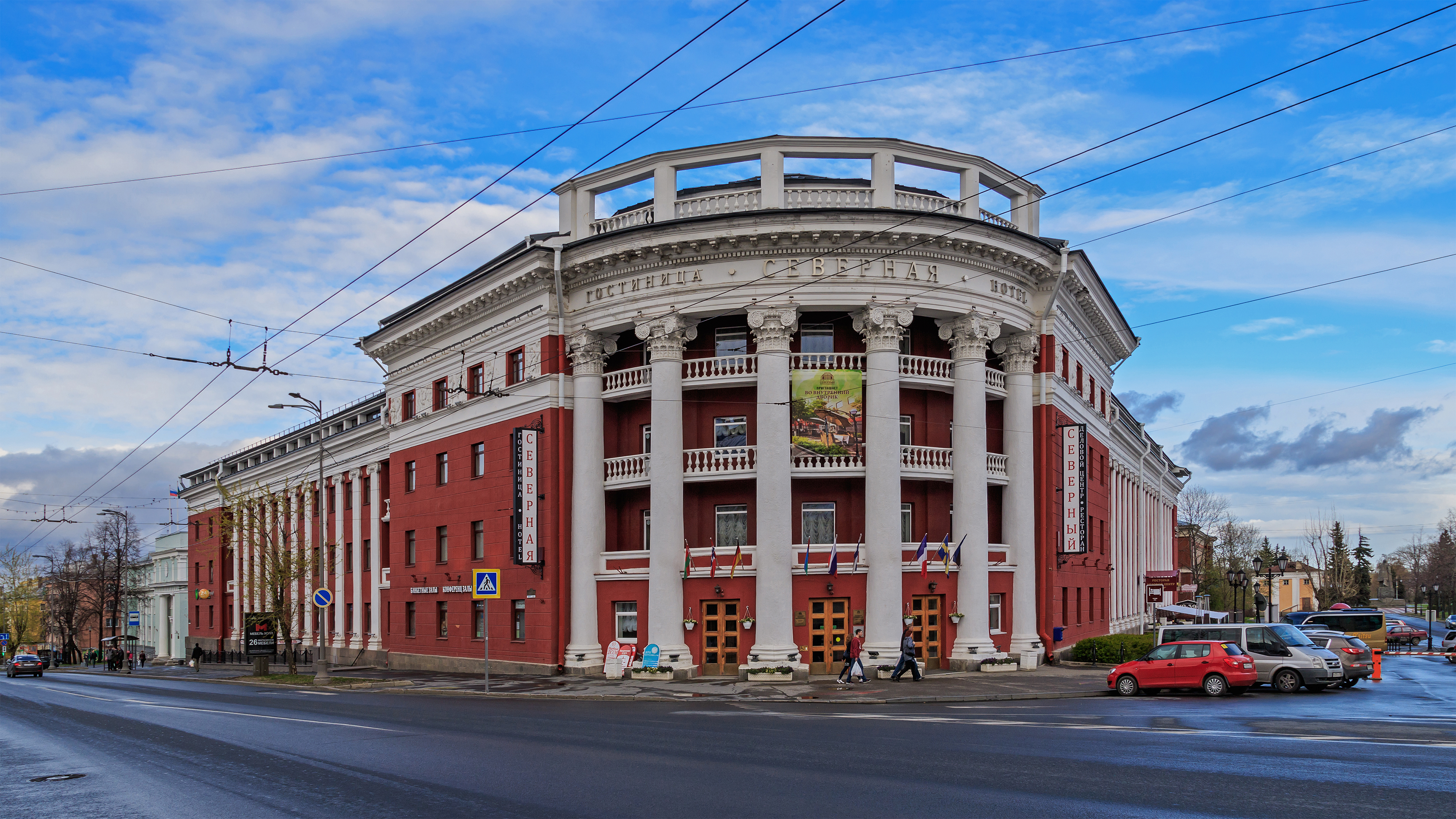
Hôtel du Nord
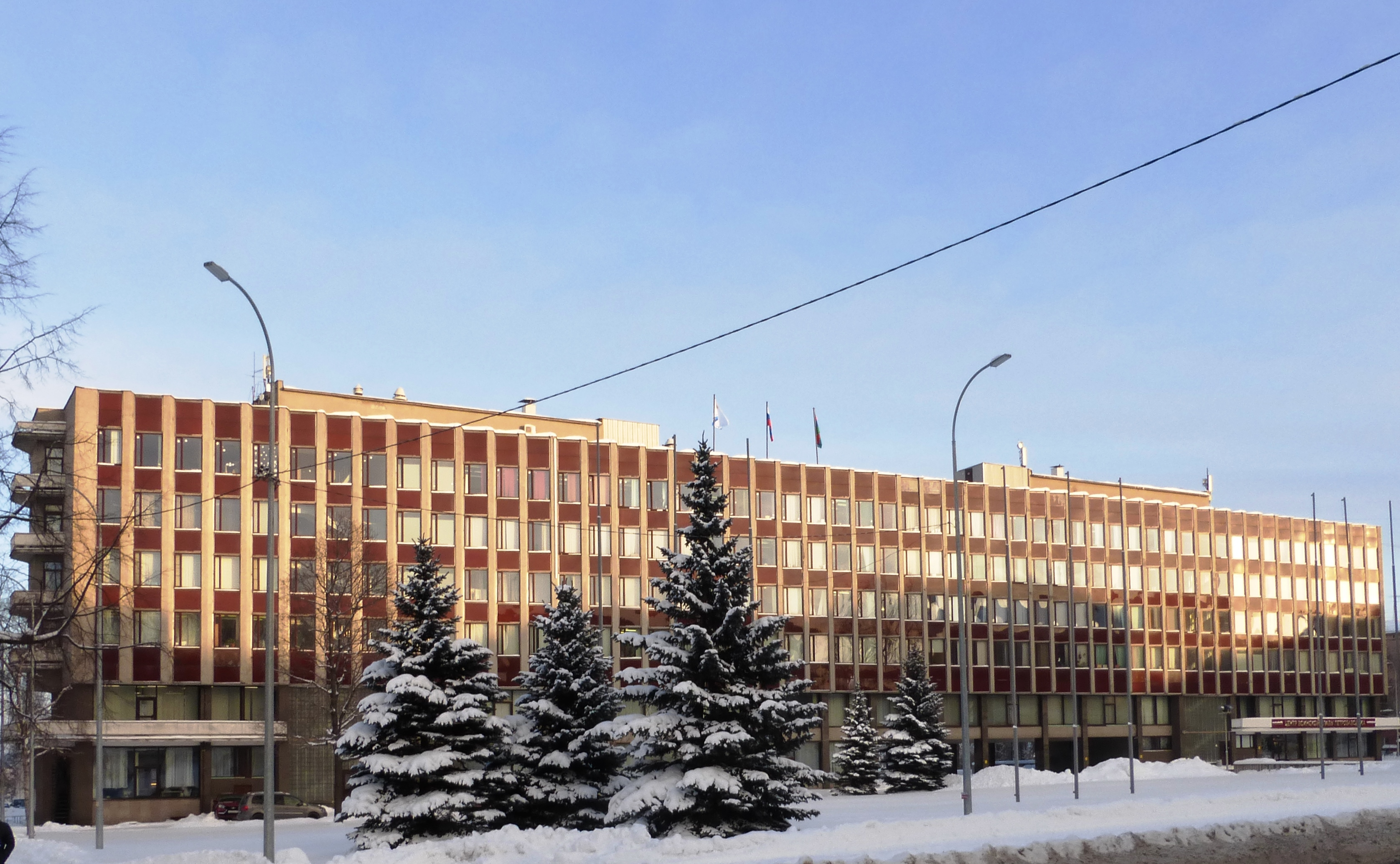
Administration de l'okroug de Pétrozavodsk
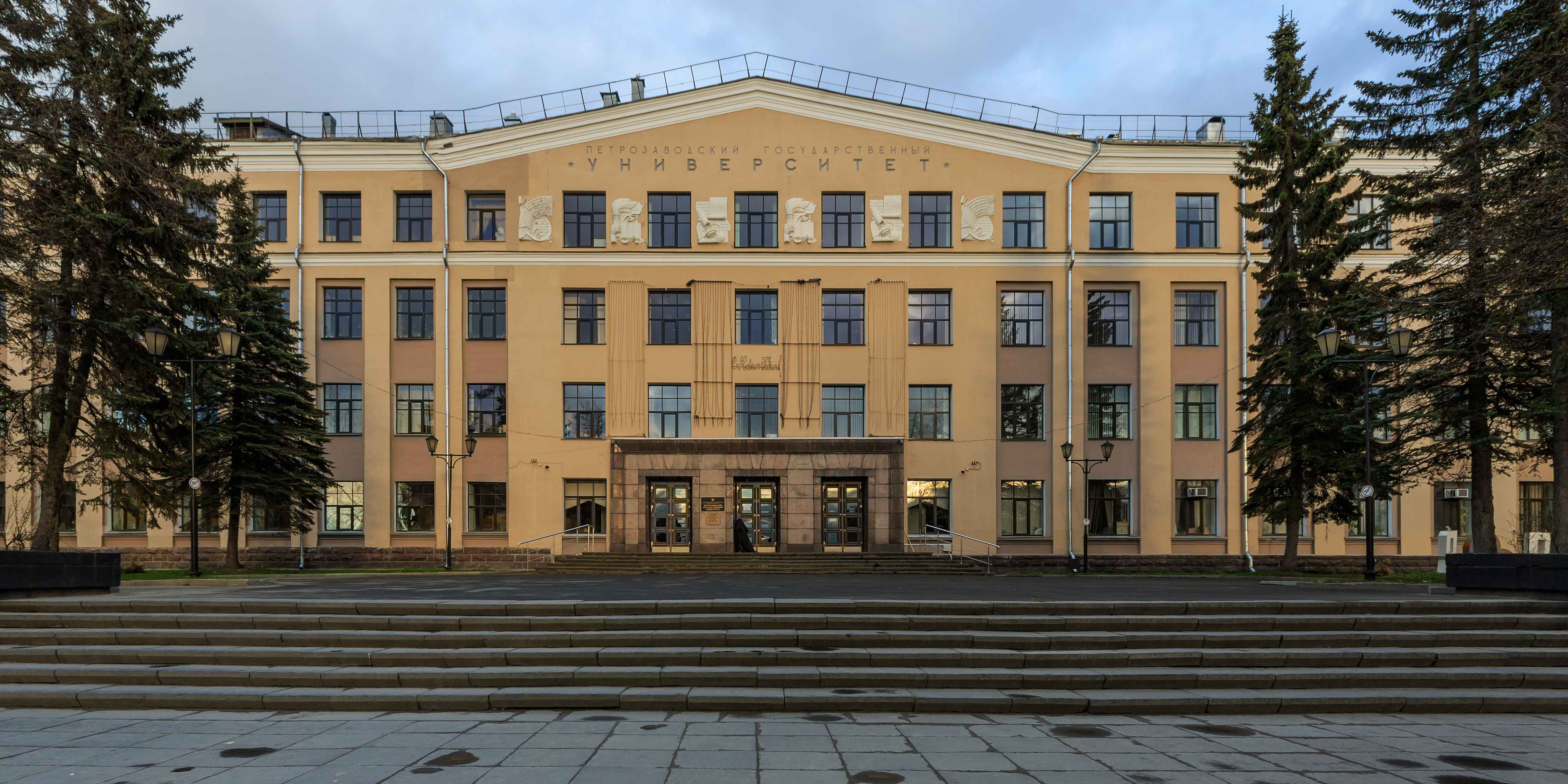
Université d'État de Petrozavodsk
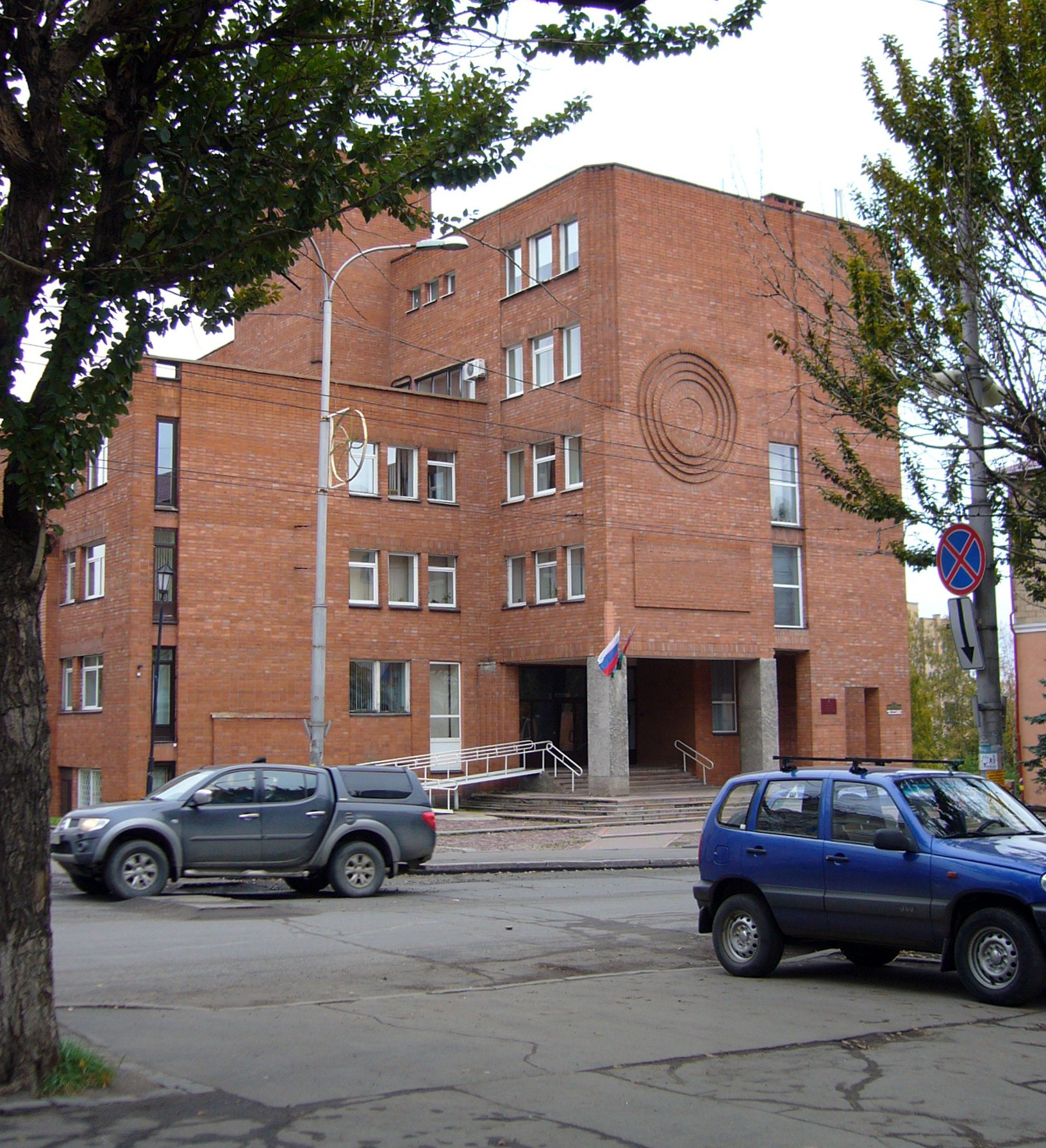
Ministère de la santé et du développement social de la République de Carélie
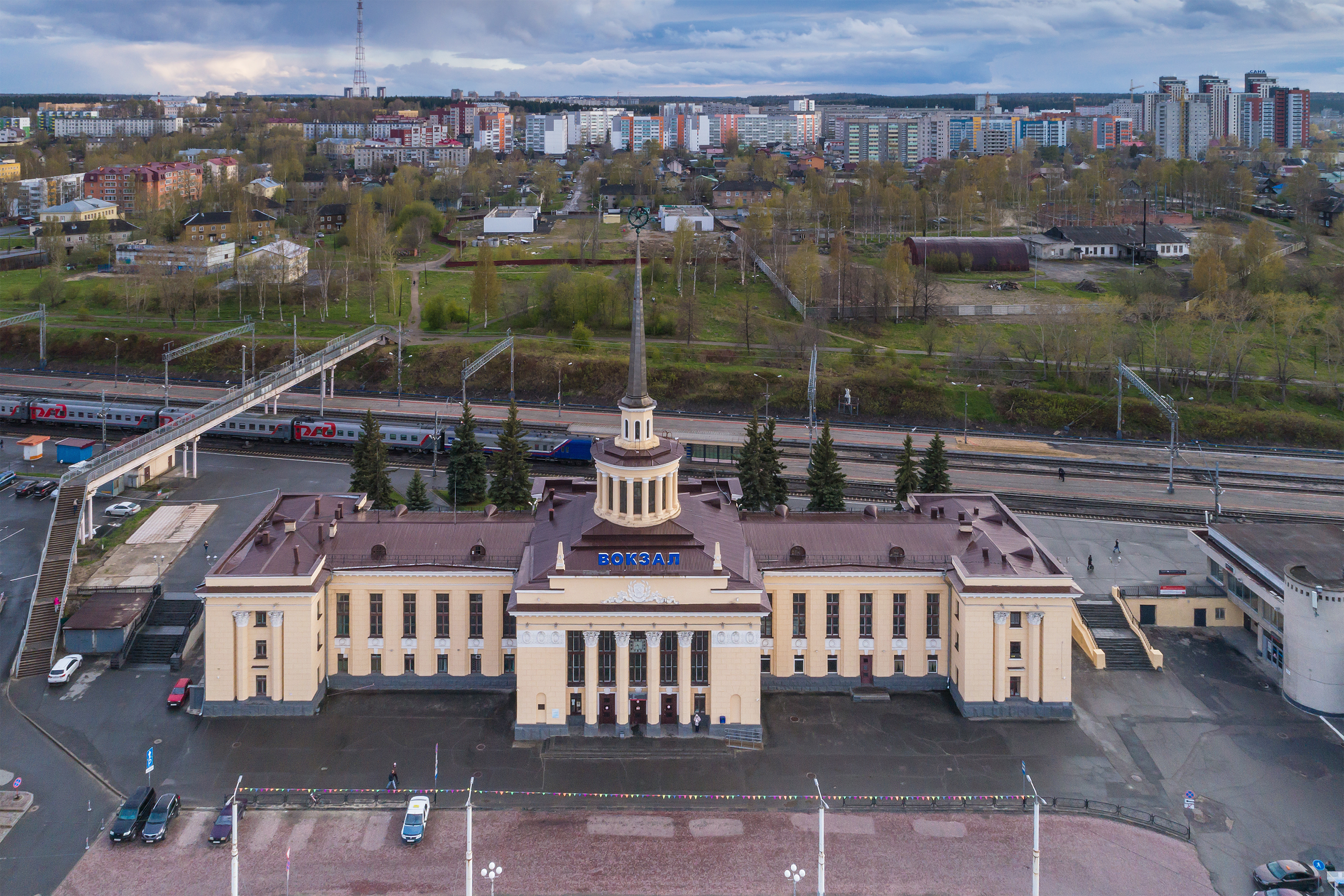
Gare ferroviaire
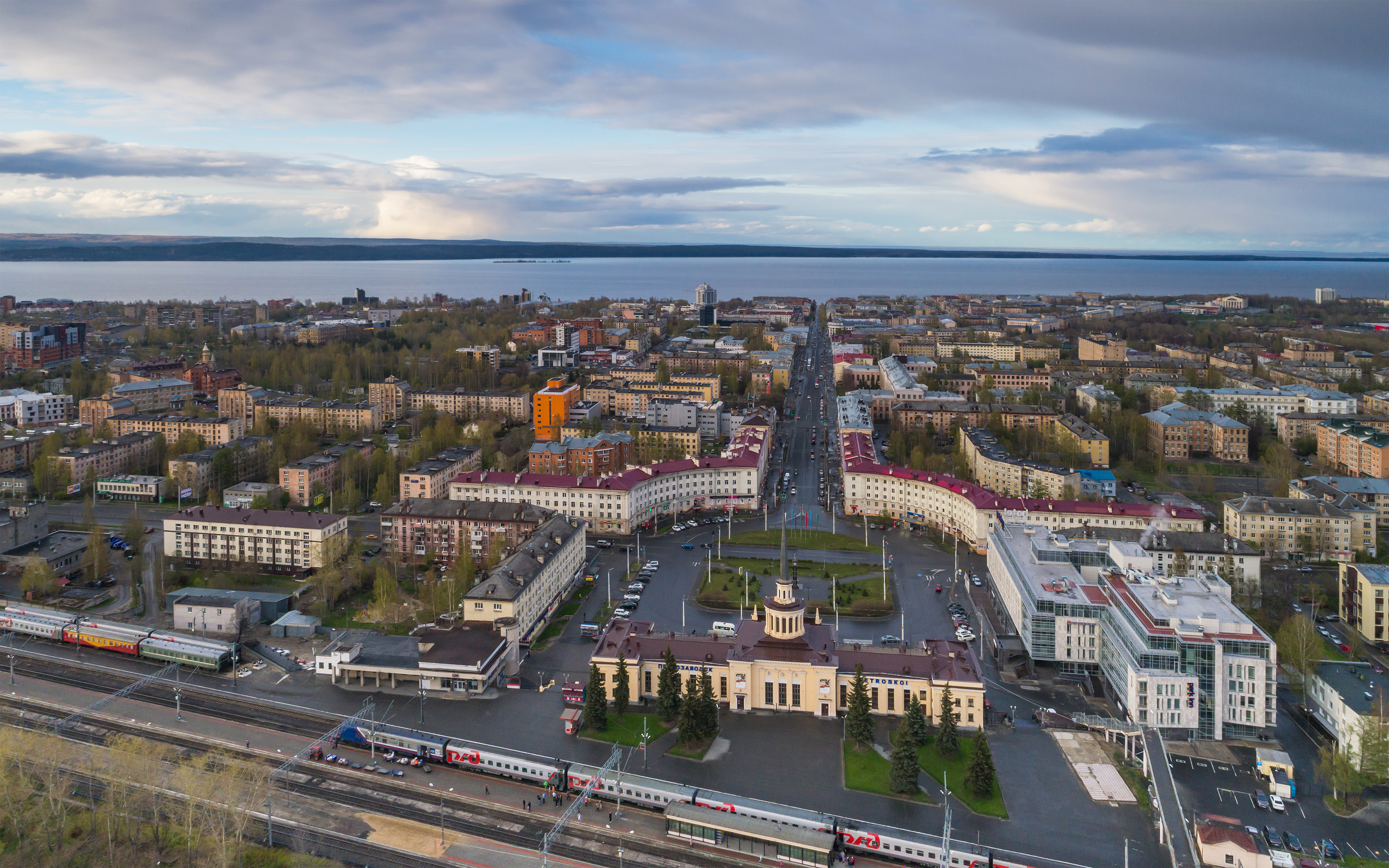
Vue aérienne de la perspective Lénine à partir de la gare